# Движение за независимость Шотландии

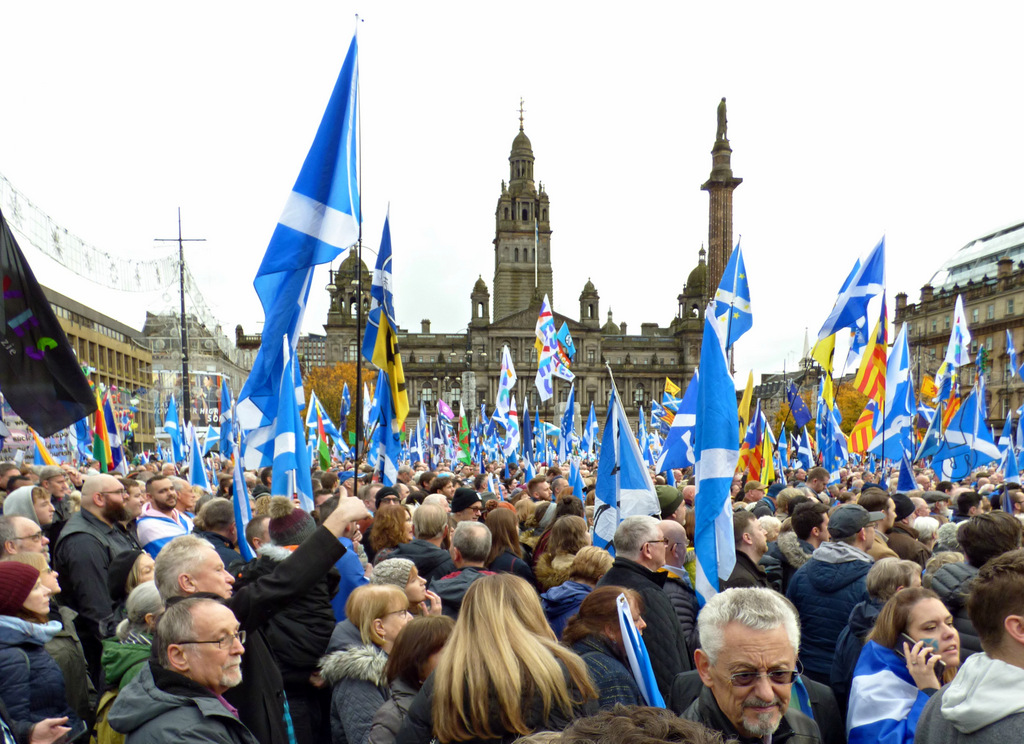
Митинг за независимость в Глазго, ноябрь 2019 г.

Движение за независимость Шотландии, Шотландская независимость, Шотландский сепаратизм, Шотландская сецессия (англ. Scottish independence; гэльск. Neo-eisimeileachd na h-Alba, скотс Scots unthirldom) — политическая цель некоторых политических и общественных движений за восстановление суверенитета Шотландии и выход её из состава Соединённого Королевства.
Как правило, в зависимости от политических воззрений на эту цель, называется либо восстановлением шотландской независимости и сецессией, либо шотландским национализмом и сепаратизмом. Также иногда характеризуется как шотландская деколонизация.
Шотландское правительство провело первый референдум о независимости Шотландии 18 сентября 2014 года, намереваясь, в случае его успеха, провозгласить независимость 24 марта 2016 года. Для этих целей шотландское правительство составило детальный план мероприятий по подготовке и переходу к независимости в виде правительственного доклада (Белой книги). Однако, на референдуме большинство избирателей Шотландии (55 % всех избирателей и 37 % населения) проголосовало против статуса независимости своей страны и окончания 300-летнего политико-экономического союза с Англией. После референдума о выходе из членства в Европейском союзе 23 июня 2016 года, Первый министр Шотландии Никола Стерджен заявила, что, ввиду значительного изменения внешних обстоятельств (население Шотландии проголосовало 62 % — «против» и 38 % — «за» выход из ЕС), проведение нового референдума о независимости является «высоко вероятным» и, что правительство Шотландии начнёт подготовку необходимой законодательной базы для проведения нового референдума о независимости в целях сохранения Шотландией членства в ЕС. На закрытии очередного съезда ШНП 15 октября 2016 года в Глазго Никола Стерджен заявила, что правительство Шотландии начнет подготовку к проведению повторного референдума о независимости от Великобритании, если британские лидеры продолжат процедуру выхода из Евросоюза.
После выхода Великобритании из ЕС 1 января 2021 года, шотландский парламент принял к рассмотрению законопроект о проведении второго референдума за независимость, намеченного на октябрь 2023 года. Однако, в соответствии с решением Верховного суда Великобритании, законопроект так и не обрел силу закона. Тем не менее, Правительство Шотландии продолжило цикл проектных публикаций по различным аспектам политики, разрабатываемым на случай достижения страной независимости в ближайшем будущем.

## История

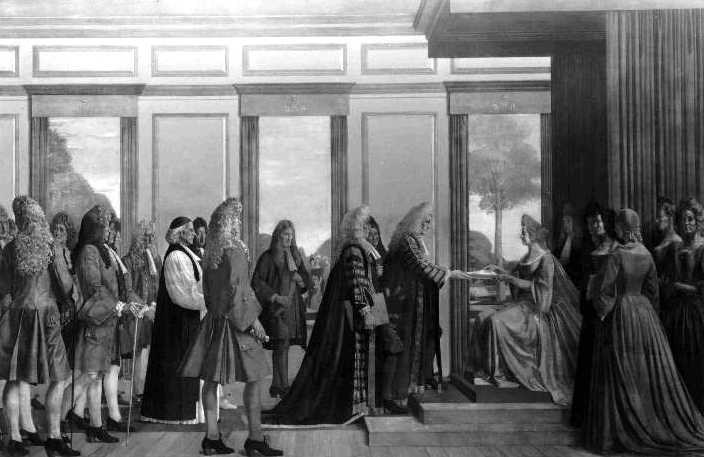
Картина Вальтера Томаса Моннингтона «Объединение парламентов Англии и Шотландии в 1707 году»

Шотландия просуществовала как независимое государство с 843 по 1707 год. Находясь в личной унии с королевством Англия с 1603 года, шотландское королевство сильно отставало в социально-экономическом развитии по сравнению со своим южным соседом, и идея объединения двух королевств обрела реальную форму во время царствования королевы Анны. Однако, новый союз не был принят безоговорочно всеми сторонами и слоями общества, а якобитское восстание 1745 года стало апофеозом недовольства шотландцев. Визит короля Георга IV в Шотландию в 1822 году (первый визит правящего монарха с 1650), с одной стороны, принёс некоторую стабилизацию в Шотландии, с другой стороны, воодушевил сторонников независимости на создание Шотландского правительства.
К середине XIX века в Шотландии всё более отчётливо выражалось мнение о создании своего самоуправляемого правительства. Впервые вопрос о самостоятельности шотландской ассамблеи был поднят в 1853 году, но понимание нашёл, как ни странно, только в консервативных кругах, где замечали, что Ирландия получила больше самоуправления, чем Шотландия. В 1885 году было восстановлено министерство по делам Шотландии и должность секретаря по делам Шотландии при Правительстве Великобритании.
В начале XX века движение за независимость Шотландии всё больше набирало силу. После образования из числа партии Лейбористов политического движения Младошотландцев в 1900 году (и избрания из их числа около 30 парламентариев в Парламент Великобритании в 1914 году), законодательство о Шотландском Гомруле было успешно представлено на парламентские слушания в 1913 году и к маю 1914 года уже успело пройти два чтения, но его дальнейшее рассмотрение было отложено из-за начала Первой мировой войны. В 1921 году образовалась Шотландская национальная лига. Изначально она не поддерживала полной независимости Шотландии, а лишь стремилась расширить её самоуправление. В то время полная независимость считалась маловероятной.

### 1970-е
Открытие месторождений в Северном море у восточного побережья Шотландии активизировало дебаты о полном суверенитете Шотландии. Шотландская национальная партия запустила программу «Это шотландская нефть», считая, что открытие месторождений нефти может послужить независимости Шотландии, и средства вырученные за нефть могут пойти на пользу одной Шотландии, а не всему Соединённому Королевству.
В 1979 году состоялся первый референдум о деволюции — создании специального законодательного органа в Шотландии, впрочем, полномочия нового органа государственной власти были серьёзно ограничены. За создание Шотландской ассамблеи проголосовало 51,62 % избирателей, против 48,38 %. Несмотря на победу, лейбористское правительство Великобритании отказалось признать результаты референдума, считая, что столь малый перевес не отражает полноты мнения жителей Шотландии. К тому же по условиям референдума для создания парламента нужны были голоса 40 % жителей Шотландии, при общей явке в 63,6 %, оказалось, что только 32,9 % проголосовали «Да». Отказ правительства в создании Шотландкой ассамблеи привёл к политическому кризису, часть депутатов от Шотландии выразило вотум недоверия Правительству Великобритании. В результате правительство было отправлено в отставку, на состоявшихся майских выборах 1979 года уверенную победу одержала Консервативная партия во главе с Маргарет Тетчер. Вопрос о создании Шотландского парламента был отложен на долгие 20 лет.

### Передача полномочий

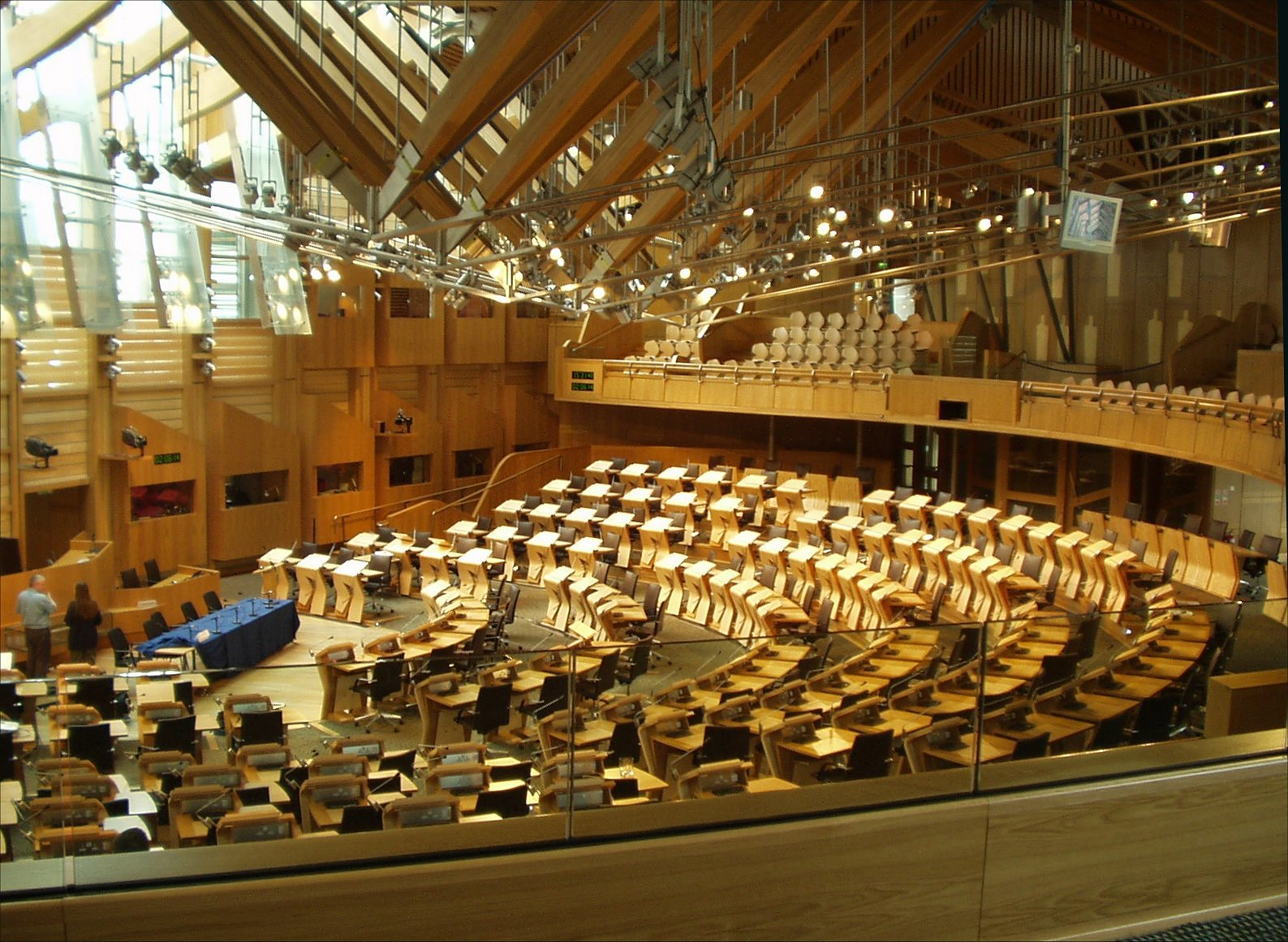
Зал заседаний шотландского парламента

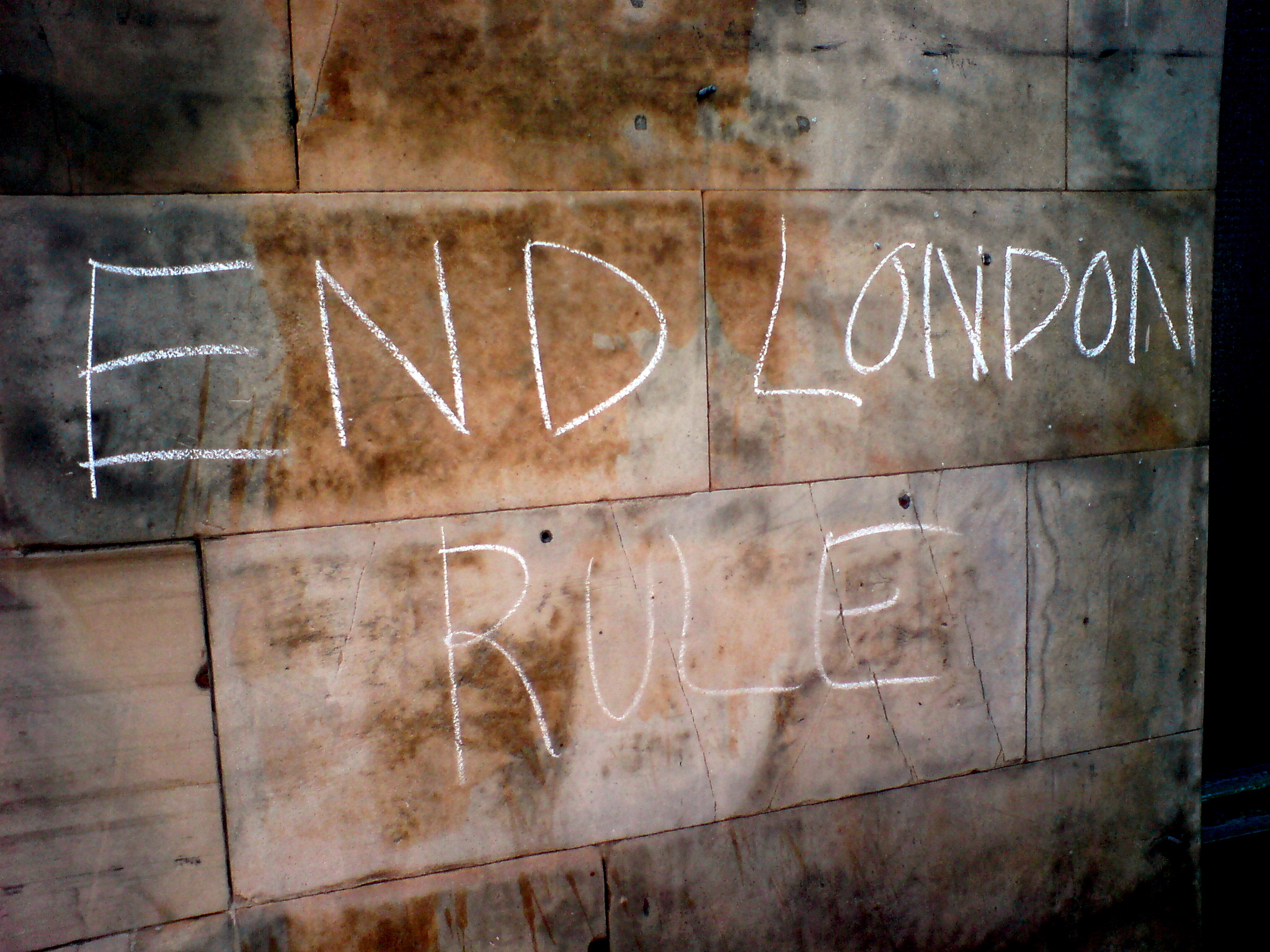
Националистическая надпись в Эдинбурге Покончим с правлением Лондона

Провал референдума 1979 года не привёл в начале к консолидации политических сил шотландских сторонников независимости. Взгляды шотландских политиков серьёзно разнились. Часть продолжала выступать за полную независимость Шотландии, умеренные националисты требовали частичного суверенитета.
В 1988 году в Шотландии был создан Шотландский Конституционный конвент, объединивший представителей различных партий, общественных движений и церквей. В 1989 году Шотландский Конституционный конвент принял заявление о полной независимости Шотландии, данный документ не имел никакой юридической силы, но смог консолидировать многих сторонников независимости, что привело в конечном итоге к выборам 1998 года.
Против создания Шотландского парламента традиционно выступала Консервативная партия, представители партии считали, что создание Шотландского парламента может привести к полному суверенитету Шотландии. На всеобщих выборах 1997 года Консервативная партия во главе с Джоном Мейджором проиграла выборы лейбористам. После выборов лейборист Дональд Дьюар, министр по делам Шотландии заявил о возможности проведения нового референдума о создании Шотландского парламента.
На втором референдуме о деволюции, состоявшемся в сентябре 1997 года, 74,3 % процента (44,87 % от общего количества избирателей) проголосовавших высказались за создание Шотландского парламента. В 1998 году Парламент Великобритании принял Акт о Шотландии 1998 года, в соответствии с которым в Шотландии создавались собственный парламент и администрация — аналог кабинета министров.
Шотландский парламент — это однопалатный законодательный орган, состоящий из 129 депутатов, 73 из которых избираются по мажоритарной системе от различных округов, а 56 избираются по специальной дополнительной (смешанной) системе. Ещё одного члена парламента назначает своим указом Монарх по представлению депутатов. Назначаемый член парламента является лидером победившей партии и становится главой Шотландской администрации.
Первым главой шотландской администрации стал Дональд Дьюар, лидер шотландских лейбористов. Шотландская национальная партия на первых выборах стала оппозиционной партией.

### Дальнейшая деволюция
16 сентября Дэвид Кэмерон вместе с Эдом Милибэндом и Ником Клеггом подписали так называемую «торжественную клятву» — документ, опубликованный в шотландской прессе, с призывом к Шотландии не голосовать за независимость в обмен на обещание дальнейшего расширения полномочий Правительства и Парламента Шотландии в рамках процесса деволюции. В первой части документа содержалось обещание о предоставлении новых широких полномочий шотландскому парламенту, во второй — предложение о равном распределении ресурсов, третьей части — тезис о том, что окончательное решение о порядке финансирования системы государственного здравоохранения будет зависеть от правительства Шотландии благодаря сохранению формулы Барнетта. В своей официальной речи 19 сентября, премьер-министр Великобритании Дэвид Камерон возложил задачу управлять процессом деволюции Шотландии в области налогообложения, бюджетной политики и соцобеспечения на сэра Роберта Смита, лорда Кельвина, ранее входившего в совет управляющих Би-би-си. По словам Кэмерона, законопроект об усилении автономии Шотландии должен был быть готов к январю 2015 года — в соответствии с планом бывшего Премьер Министра Великобритании Гордона Брауна. Ожидаемая публикация законопроекта была приурочена к «ночи Бернса» — дню рождения национального поэта Шотландии Роберта Бернса 25 января.
Однако, менее чем через месяц после проведения референдума, 14 октября, во время специальных слушаний в Палате Общин Парламента Великобритании по-поводу дальнейшей деволюции в рамках «торжественной клятвы», при ответе на вопрос депутата парламента от Шотландии, Питера Уишарта, другими британскими парламентариями было ещё раз подчеркнуто, как это и ранее утверждалось членами консервативной партии, что «клятва» не была одобрена Парламентом, а потому не имеет юридической силы. Так, в частности, депутат палаты от партии Консерваторов, Кристофер Чоуп, заявил, что, «…может, премьер-министр и давал торжественную клятву шотландскому народу о предоставлении больших полномочий, если они проголосуют „нет“ на референдуме, однако этот парламент [в Вестминстере — прим.] ни такой клятвы, ни каких-либо подобных обещаний не давал». Отмечается также, что ни один из подписантов данной «клятвы» на парламентские слушания не явился, а сами слушания по вопросу деволюции Шотландии в палате прошли с минимальной явкой британских парламентариев, причём большая часть времени была потрачена на обсуждение планов деволюции для Англии по дальнейшему разрешению т. н. «Лотианского вопроса» (см. — Акт о Шотландии 1998 года), посредством передачи юрисдикции по английским законодательным вопросам в исключительную компетенцию английских парламентариев (сокр. англ. — EVEL («English votes for English Laws»)).
После решения Верховного Суда Великобритании от 24 января 2017 года по вопросу компетенции Правительства в инициировании статьи 50 о выходе из ЕС, ход и законность дальнейшей деволюции в Шотландии были поставлены под сомнение, поскольку, например, в части права Парламента Шотландии оспорить решение Великобритании о выходе из ЕС, как являющееся грубым вмешательством в компетенцию по делегированным полномочиям (Хартия Европейского Союза по правам человека является основополагающим документом в работе Парламента и Правительства Шотландии), суд ещё раз подчеркнул, что «конституционные конвенции», управляющие разноуровневыми внутреправительственными отношениями, остаются вне правового поля и, следовательно, не имеют юридической силы в вопросах о разграничении полномочий Парламента Великобритании и отдельных администраций стран-членов Соединённого Королевства. В своём ответном заявлении Первый министр Шотландии Никола Стерджен отметила, что данное решение перечеркивает все предыдущие попытки передачи гарантированных полномочий Парламенту Шотландии и ставит под сомнение законность некоторых положений Акта о Шотландии 2016 года, а также поднимает вопрос о выходе из состава Великобритании.
22 марта 2018 года Парламент Шотландии большинством голосов принял законопроект «О правопреемстве Шотландии в отношении выхода Великобритании из ЕС» (англ. UK Withdrawal from the European Union (Legal Continuity) (Scotland) Bill) 2018), который предусматривает передачу (в соответствии с Актом о Шотландии 1998 года) делегированных полномочий Парламенту Шотландии по всем 111-ти сферам правового и административного регулирования, ранее находившимся в ведении ЕС, в случае, если Парламент Великобритании не отменит положения статьи 11, Билля о выходе из ЕС, которые репатриируют всю правовую базу ЕС, относившуюся к компетенции делегированных полномочий парламентов Шотландии и Уэльса, под исключительную юрисдикцию Правительства Великобритании. Шотландский Билль о правопреемстве ЕС также оставлял в действии Хартию ЕС по правам человека на территории Шотландии (как основополагающую конституционную правовую норму Шотландии в соответствии с Актом о Шотландии 1998 года), в то время как британский Билль о выходе из ЕС предусматривал её отмену на территории Великобритании.
В декабре 2018 года Верховный суд Великобритании постановил, что, хотя данный шотландский законопроект и отвечал законным параметрам деволюции власти, его основные положения были перечёркнуты принятым позднее (в июне 2018 года) Парламентом Великобритании Актом о выходе из Европейского Союза. Несмотря на это, дополненный и исправленный законопроект о правопреемстве законов ЕС в Шотландии всё же обрёл официальную силу 1 января 2021 года, сразу же после выхода Великобритании из ЕС.

### Процесс рецентрализации
С выходом Великобритании из Евросоюза начался процесс рецентрализации власти. Так, в ноябре 2022 года Верховный суд Великобритании вынес постановление об отказе в проведении нового референдума о независимости от Великобритании без согласия правительства Великобритании. В 2023 году Правительство Великобритании в одностороннем порядке заблокировало уже принятый шотландский законопроект, который облегчал людям процесс смены официально признанного пола.

## Референдумы о полном суверенитете

### Референдум 2014 года

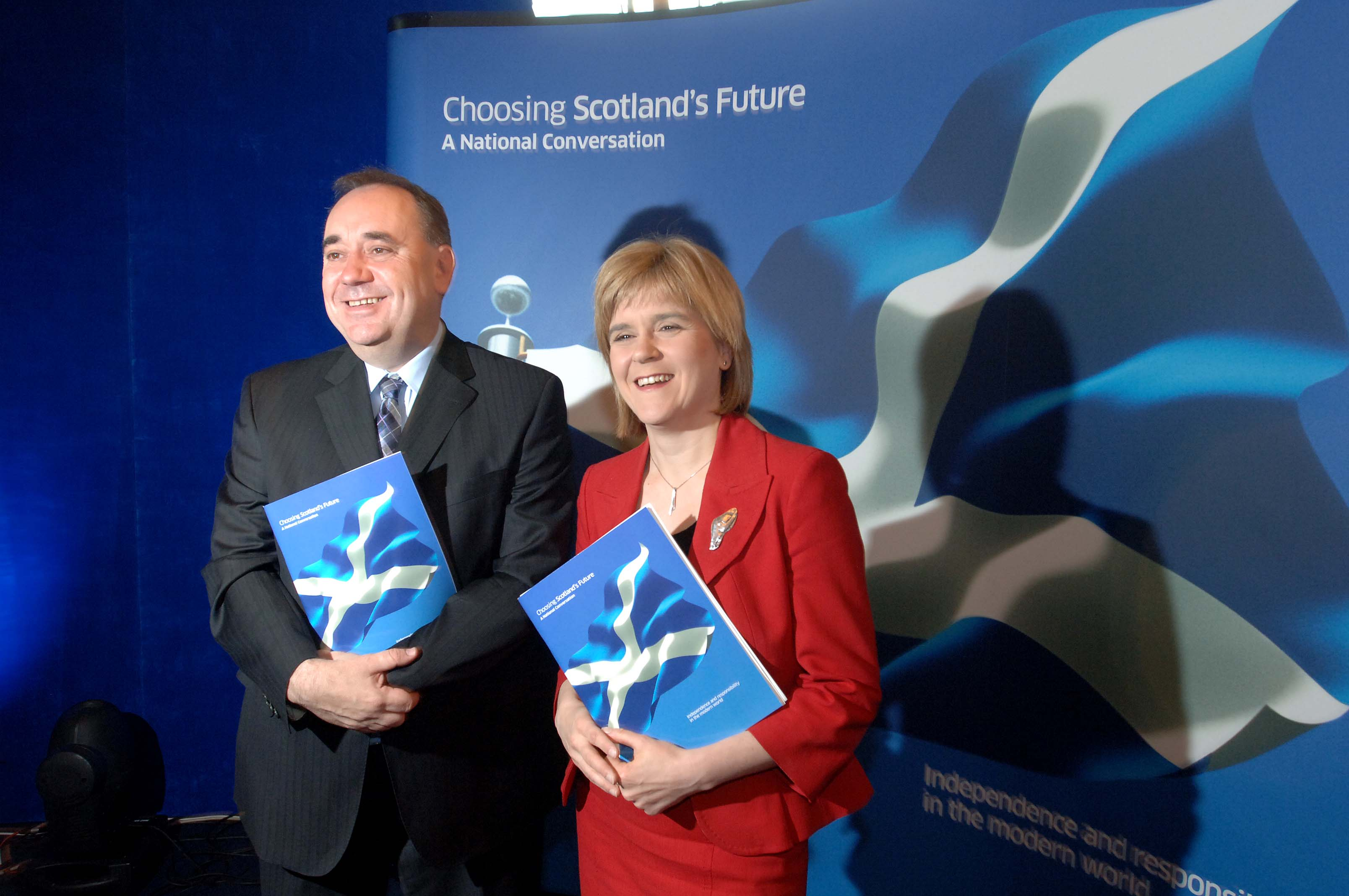
Первый министр Шотландии Алекс Салмонд и его заместитель Никола Старджен, 14 августа 2007 г.

Во время избирательной кампании 2007 года Шотландская национальная партия обещала в случае победы провести референдум о полном суверенитете Шотландии не позднее 2010 года. После победы на выборах националисты приняли Белую книгу о будущем Шотландии, в которой изложены варианты будущего Шотландии, а также её полный государственный суверенитет. Ряд британских политиков, в том числе премьер-министр Великобритании шотландец Гордон Браун, резко осудили принятый документ. Проигравшие партии объединились против партии националистов, что не дало последним принять важное решение о назначении референдума о суверенитете Шотландии. Голосование прошло 25 января 2010 года, на котором референдум планировалось назначить на 30 ноября (День Святого Андрея, покровителя Шотландии). Как изначально ожидалось, решение так и не было принято в ходе голосования. В 2010 году было объявлено о том, что назначение референдума не будет возможным до новых выборов в парламент в 2011 году.
На выборы 2011 года ШНП шла с программой в которой проведение референдума о независимости Шотландии являлось основной целью в случае победы. Шотландская национальная партия получила абсолютное большинство в парламенте, после чего сформировало правительство Шотландии под полностью своим контролем. Сразу после победы Алекс Салмонд заявил о намерении провести референдум о независимости в 2014 или 2015 году.
В январе 2012 года премьер-министр Великобритании Дэвид Кэмерон и министр по делам Шотландии Майкл Мур заявили, что проведение данного референдума возможно, но они не согласны с назначенными сроками и поставленным вопросом. Однако, чтобы избежать затяжного судебного процесса по спорным вопросам конституционного порядка, стороны пришли к политическому компромиссу и 15 октября 2012 года подписали так называемое «Эдинбургское соглашение», закрепившее окончательную дату и порядок проведения референдума.
Кампания по независимости Шотландии была запущена 25 мая 2012 года. Алекс Салмонд призвал миллион шотландцев подписать заявление о поддержке независимости Шотландии до проведения референдума. Данное предложение было поддержано рядом знаменитостей шотландского происхождения, в числе которых были Шон Коннери и Алан Камминг. 22 августа 2014 года Блэр Дженкинс, глава движения «Да, Шотландия!», официально подтвердил, что по проверенным данным, декларацию в пользу суверенитета подписало 1 001 186 избирателей.
К утру 19 сентября все голоса были посчитаны: 55,3 % проголосовавших выступили против независимости. Так как большинство избирателей проголосовали против независимости Шотландии, она осталась в составе Великобритании. По результатам референдума лидер Шотландской национальной партии Алекс Салмонд принял решение о немедленной отставке.
14 октября, сложивший с себя полномочия Первый Министр Шотландии в интервью признал, что если британские политики, подписавшие 16 сентября 2014 года «торжественную клятву» о дальнейшей деволюции в Шотландии, не выполнят своих обещаний, то в Шотландии будет возможен повтор референдума о независимости.

### Повторный референдум за независимость

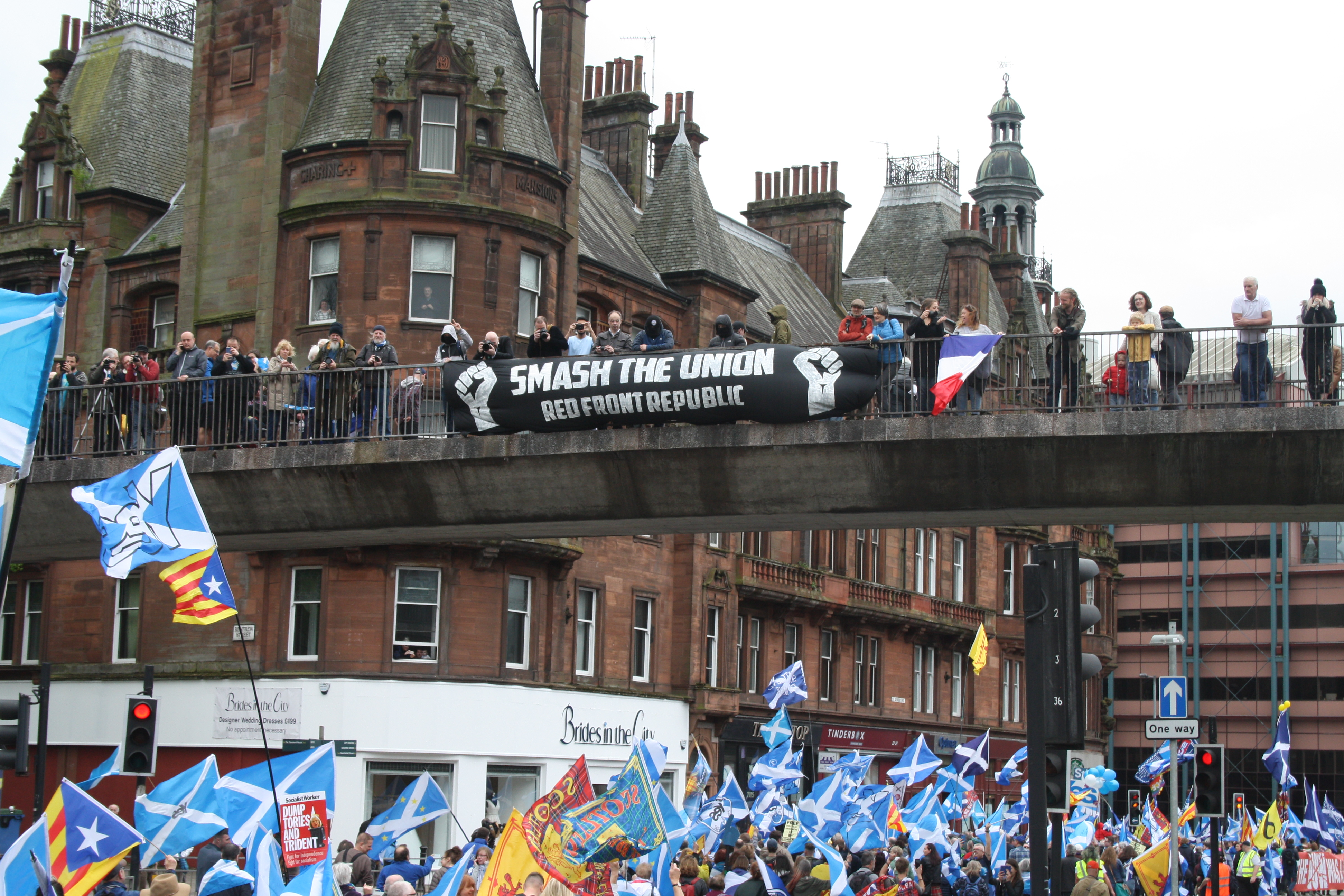
Демонстрация в поддержку независимости, Глазго, май 2018 г.

13 марта 2017 года первый министр Шотландии Никола Стерджен заявила, что начнёт процесс согласования проведения нового референдума о независимости, который должен будет состояться до планируемого выхода Великобритании из ЕС, то есть либо осенью 2018 года, либо весной 2019 года.
22 марта 2017 года дебаты в Парламенте Шотландии должны были завершиться голосованием о том, стоит ли поддерживать планы первого министра Николы Стерджен о проведении второго референдума о независимости Шотландии, однако заседание в парламенте было приостановлено в знак солидарности с законодателями в Лондоне, где, ближе к вечеру, в тот же день произошёл предполагаемый террористическим акт. Но уже через неделю, 28 марта 2017 года Парламент Шотландии проголосовал (69 «за» и 59 «против») за принятие предложения первого министра Шотландии о повторном референдуме о независимости.
После выхода Великобритании из ЕС 1 января 2021 года, шотландский парламент принял к рассмотрению законопроект о новом референдуме за независимость.
Согласно опросам, проведённым в разгар пандемии, поддержка независимости Шотландии постоянно превышала 50 процентов.
На фоне положительных результатов опросов, Никола Стерджен призвала провести второй референдум к концу 2023 года после того, как партии, выступающие за независимость, получили большинство мест на выборах в парламент Шотландии в 2021 году. Уже 28 июня 2022 года Шотландский Парламент опубликовал окончательный законопроект о новом референдуме, проведение которого намечено на 19 октября 2023 года. Однако, решением Верховного суда Великобритании в ноябре 2022 года данный законоппроект был признан нелегитимным, так как выходил за рамки Акта о Шотландии 1998 г.

## Законность
Возможность победы националистов и факт самого проведения такого референдума в Шотландии вызвали споры среди британских политиков и правоведов. Спорность вызвал вопрос о том, имеет ли право парламент Шотландии назначать референдум о независимости. Многие политики считают, что плебисцит по поводу независимости Шотландии не имеет юридической силы, поскольку противоречит ряду пунктов Акта о Союзе 1707 года. Однако, несмотря на это, шотландские правоведы больше упирают на правовую и политическую значимость предшествовавшего ему международного Договора об Унии 1706 года, на основе которого объединённые королевства создали общий Парламент Великобритании. Уже 31 марта 2017 года, после успешного голосования в шотландском парламенте от 28 марта 2017 года за проведение второго референдума о независимости, в своём официальном письме премьер-министру Великобритании первый министр Шотландии заявила, что:
«Народ Шотландии имеет право принимать решения о своём собственном будущем».
Референдум о независимости 2014 года стал возможен исключительно из-за политической воли правительств Шотландии и Великобритании, подписавших двустороннее «Эдинбургское соглашение». В соответствии с текстом и меморандумами соглашения, подписанного 15 октября 2012 года в Эдинбурге, «правительства договариваются, что референдум: будет иметь прозрачную правовую базу» и «явится формальным отражением беспристрастного теста и окончательного решения народа Шотландии, результат которого будет соблюдаться всеми сторонами». Закон о референдуме в Шотландии, принятый в 2013 году, затем получил одобрение большинства парламентариев как в Шотландии, так и в Лондоне.
Часть британских правоведов считают незаконным решение Шотландского парламента о проведении референдума, поскольку парламент Соединённого Королевства обладает полным законодательным суверенитетом на всей территории Великобритании. Однако, принцип суверенитета Британского парламента (установленный английским конституционным Биллем о правах 1689 года, то есть, ещё до Договора об Унии 1706 г.) жёстко оспаривается шотландской системой континентального права. В соответствии с Договором об Унии, шотландское право представляет собой отдельную и независимую правовую юрисдикцию, нормы которой сформировались ещё до образования объединённого парламента королевства Великобритания. Так, в 1953 году, при рассмотрении судебного дела «МакКормик против Генерального прокурора Шотландии» (оспаривающего право Елизаветы II именоваться таким образом в Шотландии), главный судья-лорд Высшего уголовного суда Шотландии, лорд Купер Куросский, дал попутную оценку дела, в которой заявил, что «принцип неограниченного суверенитета парламента является принципом исключительно английским и не имеет аналога в конституционном праве Шотландии». В этой связи многие шотландские политики и общественные деятели склонны ссылаться на принцип народного суверенитета, который был закреплен в Арбротской декларации 1320 года, и узаконен в 1689 году, а, в новейшее время, подтверждён в 1989 году так называемой квази-юридической «Ссылкой на наличие права» (англ. — Claim of Right). В целом, шотландские правовые эксперты приходят к заключению, что из-за отсутствия прецедента в системе общего права и неписаной Британской конституции, положения данного договора и дополнительных меморандумов являются крайне неопределенными и их выполнение будет зависеть от многих политических и международных факторов.
С точки зрения правовых экспертов Палаты общин, «в соответствии с законом, для обретения независимости Шотландии проведение референдума не требуется». В соответствии с данной точкой зрения, исполнительная власть Шотландии, действуя в рамках королевской прерогативы и от имени Короны (в праве Шотландии), наделена легитимными полномочиями вести переговоры по любому вопросу, включая сохранение договора об Унии двух королевств от 1706 года.
В своём официальном заявлении, поданном в Верховный суд Великобритании в июне 2022 года, Лорд-адвокат Шотландии, Дороти Бэйн, заявила, что положения законопроекта об очередном референдуме о независимости от 2022 года ни в коем случае не затрагивают никаких правовых норм, относящихся к четко обозначенному списку зарезервированных полномочий британского Парламента.
В ноябре 2022 года Верховный суд Великобритании вынес постановление об отказе в проведении нового референдума о независимости от Великобритании без согласия правительства. По мнению суда, у парламента Шотландии нет полномочий принимать законы о проведении референдума. Правительство Шотландии планировало провести референдум 19 октября 2023 года. Вопрос на голосовании звучал так: "Должна ли Шотландия стать независимой страной?". Однако правительство Великобритании считает, что вопрос о независимости был решён на референдуме 2014 года.

## Международная легитимность
Устав Организации Объединённых Наций закрепляет право народов на самоопределение, Всеобщая декларация прав человека также гарантирует право народов на изменение гражданства; Великобритания является участником обоих документов. Политики шотландского и британского парламентов одобрили право шотландского народа на самоопределение.
Управляющие структуры Евросоюза огласили (например, уходящий Председатель Еврокомиссии Жозе Мануэль Баррозу), что в случае провозглашения независимости Шотландия не обретёт в нём членство автоматически, а будет обязана подавать заявку, которую действующие члены союза должны будут рассмотреть и, либо удовлетворить, либо нет, в случае, если некоторые страны-члены наложат своё вето. Однако, некоторые международные эксперты, например, — директор Института глобальных исследований при университете Женевы, Николас Леват, — высказывают мнение, что исключение независимой Шотландии из ЕС будет противоречить всем основополагающим принципам, на которых базируется Евросоюз, и что, «единожды войдя, так просто выйти не получится».
Шотландия и ЕС
По результатам Референдума о членстве Великобритании в ЕС, прошедшего 23 июня 2016 года, 28 июня 2016 года Парламент Шотландии большинством голосов наделил Первого министра Николу Стерджен полномочиями вести прямые переговоры с представителями ЕС относительно сохранения статуса Шотландии в ЕС и ЕЭС. Уже 29 июня 2016 года Никола Стерджен посетила Брюссель и провела встречи с председателем Европарламента Мартином Шульцем, лидерами парламентских фракций и главой Еврокомиссии Жаном-Клодом Юнкером. Накануне, 28 июня 2016 года, она также провела переговоры с главным министром Гибралтара Фабианом Пикардо относительно возможностей будущего сотрудничества, а также статуса обеих автономий в ЕС. По мнению отдельных комментаторов, данные шаги могут означать возобновление Шотландией своей отдельной, заслуживающей международного признания, независимой международной политики, которая идёт врозь с международной политикой Соединённого королевства. 
Шотландия и ООН
В последующий период с 2016 по 2021 годы Шотландия сделала свой посильный вклад в продвижение и популяризацию международных проектов ООН в области прав женщин, здравоохранения, устойчивого развития, климатической повестки. В Эдинбурге был открыт дискуссионный филиал UN House Scotland. В 2024 г. Парламент Шотландии своим законом адаптировал в шотландское право положения Международной конвенции по правам ребёнка.
В связи с исчерпанием политических ресурсов продвижения политики независимости в результате неудавшегося повторного плебисцита о независимости, а также продолжающейся раздробленностью самого политического движения, начиная уже с 2021 г. одним из направлений в тактике и аргументации движения за независимость стало возвращение к аргументу о «деколонизации» Шотландии как захваченной территории, без должного уровня самоуправления, контроля за собственными природными ресурсами и без права на самоопределение. Проповедники данной позиции берут за основу постулаты теории постколониализма, применяя их к опыту Шотландии в составе имперской и сегодняшней Великобритании. Как и во время предшествующей попытки национального самоутверждения в 1980 г., на официальном уровне данная позиция была формальным образом доведена шотландскими и швейцарскими НКО в мае 2025 года до сведения соответствующего комитета ООН (Специальный комитет 24 или Четвертый комитет).

## Поддержка независимости
Наиболее активно идею независимости Шотландии поддерживает Шотландская Национальная партия, также за независимость выступают Шотландская партия зелёных, партия Альба Алекса Салмонда, Шотландская социалистическая партия и Солидарность — Шотландское социалистическое движение (Solidarity Scotland). С организацией и движением «Да, Шотландия!» тесно сотрудничает отделение «Лейбористы за независимость» (Labour for Independence Архивная копия от 1 августа 2013 на Wayback Machine), которое представляет отколовшуюся часть традиционно лейбористского электората Шотландии, выступающего за обновление провалившейся социальной политики курса нео-лейбористов, проводимой во времена лидерства Тони Блэра и Гордона Брауна. Среди прочих крупных общественных организаций, поддерживающих движение являются: «Женщины за независимость» (Women for Independence Архивная копия от 3 сентября 2014 на Wayback Machine), «Бизнес за Шотландию» (Business for Scotland Архивная копия от 6 октября 2014 на Wayback Machine), а также «Кампания за pадикальную независимость» (Radical Independence Campaign, RIC Архивировано 15 апреля 2013 года.). В культурной среде также выделяется активность шотландской артистическо-креативной организации «Национальный коллектив» (National Collective Архивная копия от 28 августа 2014 на Wayback Machine).
В преддверии очередных выборов в шотландский парламент в мае 2021 года, бывший первый министр Шотландии Алекс Салмонд образовал новую партию Алба в поддержку независимости с целью достижения абсолютного большинства сторонников идеи в парламенте. Начиная с 2021 г. также действует движение за «деколонизацию» Шотландии — Liberation Scotland.
Среди плюсов независимости выделяют:
- Принцип самоопределения — шотландцы сами будут решать все вопросы касательно Шотландии[128].
- Контроль за обороной и внешней политикой — означает, что Шотландия впредь сама будет выбирать вступать, или не вступать в какие-либо международные организации. Возможен выход из НАТО и не вступление в ЕС[129].
- Безъядерный статус.
- Контроль над добычей нефти в Северном море у границ Шотландии, большая часть денег будет оставаться в Шотландии, а не переходить в бюджет Великобритании[130].
- Форма правления — шотландцы сами могут выбрать, оставаться им монархией или выбрать республиканскую форму правления[131].

## Противники независимости
Против шотландской независимости выступают все три крупнейшие партии Великобритании. В Шотландском парламенте у националистов имеется серьёзная оппозиция в лице Шотландской лейбористской партии, Шотландской консервативной партии и шотландских либерал-демократов. Против независимости выступают также известные политики-шотландцы, например Джордж Галлоуэй. Основным оппонентом ШНП и движения «Да, Шотландия!» является основанное в 2012 году шотландское движение Better Together (в переводе с англ. — «Лучше вместе»), лозунгом которого с июня 2014 года стало выражение No thanks! (в переводе с англ. — «Нет уж, спасибо!»).
Противники независимости выделяют, в основном, экономические минусы независимости. Часто упоминается возможность нарушения важных экономических связей с остальными частями Великобритании. Также считается, что, в условиях серьёзной конкуренции в глобальной экономике, Шотландии будет выгодно оставаться частью такого сильного в экономическом и политическом смысле государства как Великобритания. Юнионистски-настроенные политики также опасаются, что, в случае успеха Шотландской независимости, подобный вопрос может встать в Северной Ирландии и Уэльсе.

## Общественное мнение
По поводу независимости в Шотландии было проведено множество опросов общественного мнения. В среднем за полный суверенитет выступают от 32 до 38 % населения Шотландии, а неопределившийся электорат составляет 11-12 %. После прихода к власти Шотландской Национальной партии количество сторонников независимости несколько снизилось. В то же время количество желающих проведения референдума колеблется от 70 до 75 %. К моменту подготовки выхода Великобритании из ЕС в конце 2018 года уже более 70 % членов консервативной партии Великобритании были согласны с мнением, что независимость Шотландии является приемлемой ценой за Brexit, в то время как число сторонников нового референдума о независимости в Шотландии на данный период[когда?] выросло до 59 %, а 52 % опрошенных непосредственно высказались «за» независимость, в случае выхода страны из ЕС без заключения сделки. Неоднократные опросы общественного мнения, проведённые в конце 2020 года, показали, что почти 60 % избирателей в стране предпочтут независимость жёсткому варианту Брексита, в то время как две трети опрошенных (64 %) считают, что правительство Великобритании обязано предоставить право нового референдума о независимости.